# Zygoneura transferata
Zygoneura transferata är en tvåvingeart som beskrevs av Hans-Georg Rudzinski 2005. Zygoneura transferata ingår i släktet Zygoneura och familjen sorgmyggor.
Artens utbredningsområde är Taiwan. Inga underarter finns listade i Catalogue of Life.